# Luperosaurus joloensis
Luperosaurus joloensis là một loài thằn lằn trong họ Gekkonidae. Loài này được Taylor mô tả khoa học đầu tiên năm 1918.
Tên gọi thông thường trong tiếng Anh của nó là Taylor's wolf gecko hay Jolo flapped-legged gecko nghĩa là tắc kè sói Taylor hay tắc kè chân lòng thòng Taylor. Nó là loài đặc hữu đảo Jolo, đảo chính của quần đảo Sulu trong nhóm đảo Mindanao ở Philippines.